# Polícia Federal Australiana

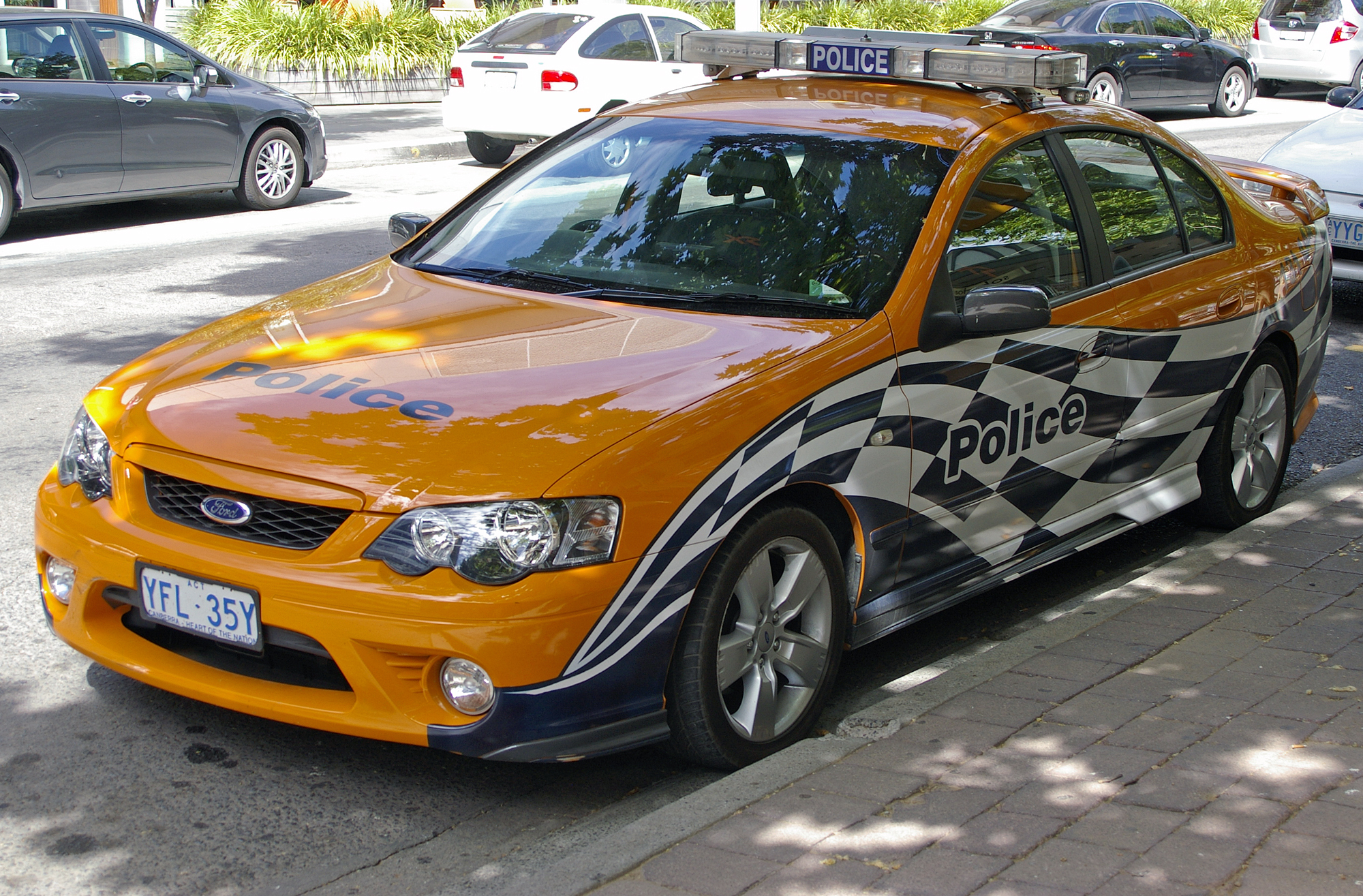
Viatura da AFP

A Polícia Federal Australiana ou Australian Federal Police (AFP), em inglês, é a corporação policial nacional da Australia, com a competência de velar pelo cumprimento das leis federais em todo o território nacional australiano. 
Foi constituída em 19 de outubro de 1979 pela união de três forças policiais da Commonwealth, embora os seus antecedentes remontem ao ano de 1901.
São suas atribuições a prevenção e repressão ao contrabando de drogas, à lavagem de dinheiro, ao tráfico de pessoas,  às fraudes eletrônicas e ao terrorismo. 
Em nível local tem sob a sua responsabilidade a polícia do Território da Capital Australiana, Camberra, do Território da Baía Jervis e outros territórios externos.
Os policiais federais australianos tem participado das missões de paz da ONU em Chipre, Timor-Leste, Papua-Nova Guiné e Ilhas Salomão.
Na Austrália existem ainda polícias estaduais, com a responsabilidade da manutenção da segurança pública dentro dos seus respectivos limites territoriais, através do exercício da polícia judiciária e da polícia ostensiva no patrulhamento das cidades, no policiamento de trânsito, no patrulhamento marítimo e da proteção oferecida por unidades de operações especiais.

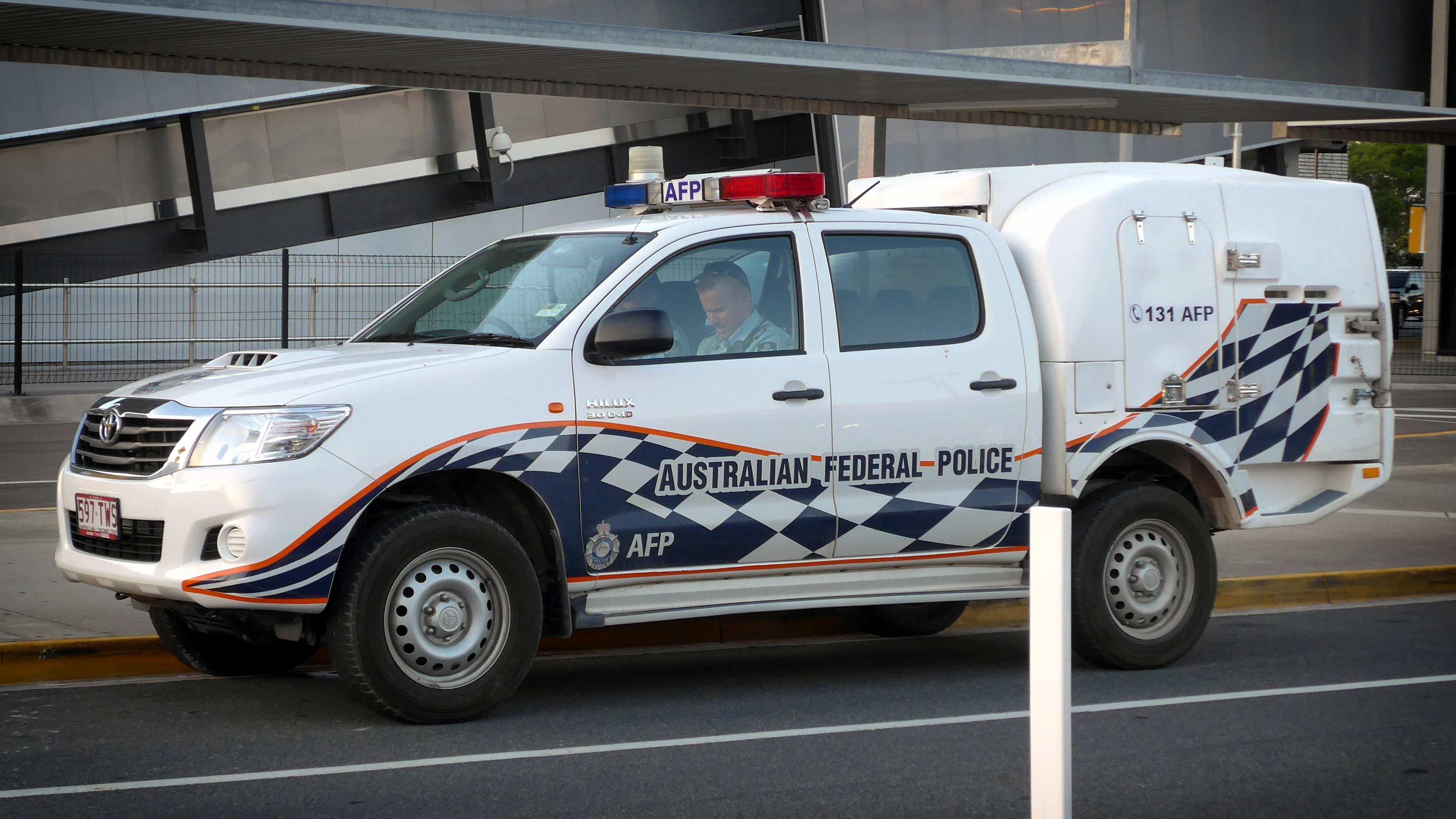
Toyota Hilux da AFP

## Police Tactical Groups (PTGs)
Organizados em 1978 e conhecidos como "Police Assault Groups", tornaram-se parte do plano antiterrorista do governo australiano. Compreende a manutenção em cada estado ou território do país de um grupo especializado em contraterrorismo e resgate de reféns, que funcione com equipes policiais especializadas locais e federais.